# DeWitty (Nebraska)
DeWitty, posteriormente renombrada como Audacious, era un pueblo en el Condado de Cherry, Nebraska (Estados Unidos). El asentamiento, que fue fundado en 1907 y desincorporado en 1936, se situaba 20 km al noroeste de Brownlee. DeWitty era la "colonia más grande y permanente" de hacendados afroamericanos de Nebraska.

## Historia
El Acta Kinkaid de 1904 reformó el Acta de Hacienda para proveer lotes particularmente grandes de tierra a los pobladores de Sand Hills en Nebraska. Esto atrajo a un gran número de familias afroamericanas a mudarse al área. Para 1910 veinticuatro familias demandaron 57 km² de tierra en el Condado de Cherry. Para 1920 185 afroamericanos reclamaron 160 km² alrededor de DeWitty, un pequeño pueblo nombrado luego de un empresario afroamericano.
Clem Deaver fue el primer afroamericano en llenar una demanda de hacienda en el Condado de Cherry como un "Kinklaider". Mientras trabajaba en Seneca, Deaver fue a Valentine para reclamar tierra. Allí supo que 200 km² de tierra sin reclamar estaba disponible 20 km al noroeste de Brownlee. El trecho bordeaba el Río North Loup por casi 24 km en la parte oriental del Condado de Cherry. Él retornó a Seneca y comenzó a promocionar la tierra. En unos pocos años, granjeros canadienses negros que se habían asentado cerca de Overton en el Condado de Dawson se unieron al asentamiento, incrementando la población a 66. Para 1917, el asentamiento tenía 100 familias.
Durante la historia del pueblo fue renombrado como Audacious. Una iglesia fue comenzada en 1910 por el reverendo O.J. Burchkardt, un misionero de la Iglesia Episcopal Metodista Africana en Lincoln. El pueblo tenía una oficina postal, un equipo de béisbol, una peluquero, un colmado, y tres distritos escolares para estudiantes de área. El cementerio del pueblo incluye casi veinte sitios de sepultamiento. Muchos de los hombres jóvenes de DeWitty sirvieron en la Primera Guerra Mundial y regresaron luego de la guerra.
Sequías y fallas en los cultivos luego de la Primera Guerra Mundial provocaron que las familias de DeWitty hipotecaran sus propiedades. Muchos perdieron sus demandas a los banqueros. El último residente en dejar DeWitty vendió su tierra a vecinos blancos rancheros en 1936. La tendencia de la población de DeWitty es reportada como un espejo de todos los asentamientos afroamericanos a lo largo de Nebraska. DeWitty también es reportada como habiendo tenido una importante contribución al desarrollo de las comunidades agricultoras a lo largo del Oeste Estadounidense durante el tiempo que el Acta Kinkaid estuvo en efecto.